# Sergestes nipponensis
Sergestes nipponensis är en kräftdjursart som beskrevs av Yokoya 1933. Sergestes nipponensis ingår i släktet Sergestes och familjen Sergestidae. Inga underarter finns listade i Catalogue of Life.